# Salia acidalialis
Salia acidalialis là một loài bướm đêm trong họ Noctuidae.